# Sebastián Garcilaso de la Vega y Vargas
Sebastián Garcilaso de la Vega y Vargas (Badajoz, 1507 — Cusco, 1559) foi um conquistador e oficial espanhol ao serviço do Vice-Reino da Nova Espanha, no Novo Mundo. Casou com a princesa inca Isabel Chimpu Ocllo e foi pai do célebre cronista mestiço Inca Garcilaso de la Vega.
Sebastián foi o terceiro filho de Alonso de Hinestrosa de Vargas e de Blanca de Sotomayor, neta de Pedro Suárez de Figueroa, irmão do primeiro conde de Feria. Participou nas conquistas de Hernán Cortés ao serviço do seu conterrâneo Pedro de Alvarado, primeiro no México e mais tarde na Guatemala. Em 1534 foi para o Peru com Alvarado em busca de maior fortuna.
Tendo desembarcado na Venezuela, dirigiram-se a Quito e posteriormente juntaram-se às hostes de Francisco Pizarro. Recebeu autorização do governador para conquistar o vale do Cauca (atualmente a Colômbia), mas abandonou a tentativa de colonizar a baía de São Mateus e regressou a Lima com os seus oitenta homens ante o perigo do levantamento de Manco Inca Yupanqui. Participou na expedição ao Collao, juntamente com Gonzalo Pizarro e Pedro de Oñate, derrotando Tiso Yupanqui na batalha de Cochabamba. O próprio Garcilaso de la Vega foi vitorioso em Pocona.
Por disposição da Real Audiência de Lima, Sebastián Garcilaso de la Vega foi recebido como corregedor de Cusco em 17 de novembro de 1554.